# Alan Roscoe
Alan Roscoe (ur. 23 sierpnia 1886 w Nashville, zm. 8 marca 1933 w Los Angeles) – amerykański aktor.

## Filmografia
- 1917: Kleopatra jako faraon
- 1920: Madame X jako Cesaire Noel
- 1920: Ostatni Mohikanin
- 1927: Długie spodnie